# Actinodaphne koshepangii
Actinodaphne koshepangii Chun ex H.T.Chang – gatunek rośliny z rodziny wawrzynowatych (Lauraceae Juss.). Występuje naturalnie w południowych Chinach – w północno-zachodniej części Guangdong oraz w zachodnim Hunanie. 

## Morfologia
PokrójZimozielone drzewo dorastające do 10 m wysokości. Gałęzie są owłosione i mają szarawą barwę.
LiściePrawie okółkowe. Mają kształt od podłużnego do podłużnie owalnego. Mierzą 9–13 cm długości oraz 3–5 cm szerokości. Nasada liścia jest zaokrąglona. Blaszka liściowa jest o spiczastym wierzchołku. Ogonek liściowy jest owłosiony i dorasta do 5–7 mm długości.
KwiatySą niepozorne, rozdzielnopłciowe, zebrane w baldachy, rozwijają się w kątach pędów.

## Biologia i ekologia
Rośnie w gęstych lasach. Kwitnie w listopadzie.